# Шэнь Сяомин
Шэнь Сяомин (кит. 沈晓明, род. май 1963, Шанъюй, Чжэцзян) — китайский государственный и политический деятель, секретарь (глава) парткома КПК провинции Хунань с 14 марта 2023 года.
Ранее секретарь парткома КПК провинции Хайнань (2020—2023), губернатор провинции Хайнань (2017—2020), секретарь райкома КПК Пудуна в Шанхае (2013—2016), вице-мэр Шанхая (2008—2013).
Член Центрального комитета Компартии Китая 19 и 20-го созывов.

## Биография
Родился в мае 1963 года в районе Шанъюй городского округа Шаосин, провинция Чжэцзян.
В 1979 году поступил в Медицинский институт Вэньжоу (позднее — Вэньчжоуский медицинский университет) по специальности «педиатр». В 1984 году принят на педиатрическое отделение магистратуры института, в том же году вступил в Коммунистическую партию Китая. С 1987 года — врач в Первой больнице Чжэцзянского медицинского университета, затем доцент кафедры педиатрии в мединституте Вэньчжоу. В 1988 году поступил в аспирантуру педиатрического факультета Второго Шанхайского медицинского университета, после окончания которой работал лечащим врачом и одновременно младшим научным сотрудником Института детской медицины больничного комплекса Синьхуа, в то время входившего в состав Второго Шанхайского медуниверситета. С 1996 года — замдиректора и в дальнейшем директор Института детской медицины, в 1998 году — замдиректора больничного комплекса Синьхуа и директор Института детской медицины по совместительству, в 2001 году возглавил больницу Синьхуа, одновременно оставаясь главой Института, в 2003 году избран на пост ректора Второго Шанхайского медицинского университета.
В 2006 году — заместитель по науке и образованию секретаря партийного отделения КПК шанхайского правительства, одновременно глава шанхайского муниципального комитета по образованию. В январе 2008 года назначен заместителем мэра Шанхая. В 2013 году переведён главой парткома КПК района Пудун, два месяца спустя вошёл в состав Постоянного комитета горкома КПК Шанхая. С 8 апреля 2015 года совмещал с основной должностью пост главы администрации Шанхайской зоны свободной торговли.
В сентябре 2016 года занял должность секретаря партийного отделения КПК Министерства образования КНР, 12 октября того же года дополнительно назначен на пост заместителя министра образования.
1 апреля 2017 года переведён первым по перечислению заместителем секретаря парткома КПК провинции Хайнань. 7 апреля 2018 года решением 8-й сессии Постоянного комитета Собрания народных представителей провинции назначен заместителем и временно исполняющим обязанности председателя народного правительства Хайнани. Утверждён в должности губернатора на очередной сессии СНП провинции.
1 декабря 2020 года решением Центрального комитета Компартии Китая назначен на высший региональный пост секретаря (главы) парткома КПК провинции Хайнань.
14 марта 2023 года переведён секретарём парткома КПК провинции Хунань.